# Amilly (Loiret)
Amilly és un municipi francès, situat al departament del Loiret i a la regió de Centre. L'any 2007 tenia 11.635 habitants. Està agermanat amb el municipi català de Vilanova del Camí.

## Demografia

### Població
El 2007 la població de fet d'Amilly era d'11.635 persones. Hi havia 4.750 famílies, de les quals 1.396 eren unipersonals (483 homes vivint sols i 913 dones vivint soles), 1.751 parelles sense fills, 1.271 parelles amb fills i 332 famílies monoparentals amb fills.
La població ha evolucionat segons el següent gràfic:
Habitants censats

### Habitatges
El 2007 hi havia 5.250 habitatges, 4.843 eren l'habitatge principal de la família, 100 eren segones residències i 307 estaven desocupats. 4.514 eren cases i 727 eren apartaments. Dels 4.843 habitatges principals, 3.537 estaven ocupats pels seus propietaris, 1.234 estaven llogats i ocupats pels llogaters i 72 estaven cedits a títol gratuït; 113 tenien una cambra, 291 en tenien dues, 1.105 en tenien tres, 1.669 en tenien quatre i 1.665 en tenien cinc o més. 4.003 habitatges disposaven pel capbaix d'una plaça de pàrquing. A 2.450 habitatges hi havia un automòbil i a 1.908 n'hi havia dos o més.

### Piràmide de població
La piràmide de població per edats i sexe el 2009 era:
| Homes | Edats   | Dones |
| ----- | ------- | ----- |
| 0     | 95 o +  | 28    |
| 28    | 90 a 94 | 92    |
| 84    | 85 a 89 | 188   |
| 128   | 80 a 84 | 152   |
| 236   | 75 a 79 | 324   |
| 248   | 70 a 74 | 296   |
| 288   | 65 a 69 | 328   |
| 336   | 60 a 64 | 336   |
| 332   | 55 a 59 | 300   |
| 416   | 50 a 54 | 452   |
| 420   | 45 a 49 | 428   |
| 436   | 40 a 44 | 412   |
| 368   | 35 a 39 | 428   |
| 344   | 30 a 34 | 312   |
| 292   | 25 a 29 | 292   |
| 296   | 20 a 24 | 196   |
| 388   | 15 a 19 | 380   |
| 384   | 10 a 14 | 312   |
| 360   | 5 a 9   | 400   |
| 248   | 0 a 4   | 236   |

## Economia
El 2007 la població en edat de treballar era de 6.924 persones, 4.794 eren actives i 2.130 eren inactives. De les 4.794 persones actives 4.490 estaven ocupades (2.292 homes i 2.198 dones) i 304 estaven aturades (136 homes i 168 dones). De les 2.130 persones inactives 856 estaven jubilades, 660 estaven estudiant i 614 estaven classificades com a «altres inactius».

### Ingressos
El 2009 a Amilly hi havia 4.925 unitats fiscals que integraven 11.505,5 persones, la mediana anual d'ingressos fiscals per persona era de 19.680 €.

### Activitats econòmiques
Dels 539 establiments que hi havia el 2007, 7 eren d'empreses extractives, 7 d'empreses alimentàries, 6 d'empreses de fabricació de material elèctric, 3 d'empreses de fabricació d'elements pel transport, 22 d'empreses de fabricació d'altres productes industrials, 71 d'empreses de construcció, 181 d'empreses de comerç i reparació d'automòbils, 28 d'empreses de transport, 31 d'empreses d'hostatgeria i restauració, 9 d'empreses d'informació i comunicació, 22 d'empreses financeres, 15 d'empreses immobiliàries, 40 d'empreses de serveis, 52 d'entitats de l'administració pública i 45 d'empreses classificades com a «altres activitats de serveis».
Dels 126 establiments de servei als particulars que hi havia el 2009, 1 era una oficina de correu, 7 oficines bancàries, 4 funeràries, 23 tallers de reparació d'automòbils i de material agrícola, 1 taller d'inspecció tècnica de vehicles, 1 autoescola, 10 paletes, 13 guixaires pintors, 9 fusteries, 13 lampisteries, 8 electricistes, 5 empreses de construcció, 10 perruqueries, 1 veterinari, 17 restaurants i 3 tintoreries.
Dels 56 establiments comercials que hi havia el 2009, 2 eren hipermercats, 4 supermercats, 3 grans superfícies de material de bricolatge, 1 una botiga de més de 120 m², 3 fleques, 4 carnisseries, 2 botigues de congelats, 1 una botiga de congelats, 5 llibreries, 7 botigues de roba, 2 botigues d'equipament de la llar, 1 una botiga d'equipament de la llar, 3 botigues d'electrodomèstics, 5 botigues de mobles, 4 botigues de material esportiu, 2 drogueries, 3 perfumeries, 1 una perfumeria i 3 floristeries.
L'any 2000 a Amilly hi havia 29 explotacions agrícoles que ocupaven un total de 1.128 hectàrees.

## Equipaments sanitaris i escolars
El 2009 hi havia 1 hospital de tractaments de curta durada, 2 hospitals de tractaments de mitja durada (seguiment i rehabilitació), 1 un hospital de tractaments de llarga durada, 1 psiquiàtric, 1 centre d'urgències, 1 maternitat i 3 farmàcies.
El 2009 hi havia 2 escoles maternals i 4 escoles elementals. Amilly disposava d'un col·legi d'educació secundària amb 688 alumnes.

## Poblacions més properes
El següent diagrama mostra les poblacions més properes.